# Atletica leggera ai Giochi della V Olimpiade - Lancio del martello
La competizione del lancio del martello di atletica leggera ai Giochi della V Olimpiade si tenne il 14 luglio 1912 allo Stadio Olimpico di Stoccolma.

## L'eccellenza mondiale
| Record olimpico: 1908  | 51,92      | John Flanagan    | Assente  |
| Miglior prest. europea | 51,71 1904 | Thomas Nicholson | Assente  |
| Primat. mond. stag.le  | 54,98      | Matthew McGrath  | Presente |

## Risultati

### Turno eliminatorio
Tutti i 14 iscritti hanno diritto a tre lanci. Poi si stila una classifica. I primi tre disputano la finale (tre ulteriori lanci). I tre finalisti si portano dietro i risultati della qualificazione.
Matthew McGrath (USA di origine irlandese), argento a Londra 1908, lancia a 54,13 m, stabilendo il nuovo record olimpico. Il suo più immediato inseguitore, Duncan Gillis, è distanziato di quasi 6 metri.
Nota: i lanci che non sono validi ai fini del risultato finale appaiono in corsivo.
| Gruppo | Pos. | Atleta           | Nazione       | Misura | Lanci | Lanci | Lanci |
| Gruppo | Pos. | Atleta           | Nazione       | Misura | 1°    | 2°    | 3°    |
| ------ | ---- | ---------------- | ------------- | ------ | ----- | ----- | ----- |
| B      | 1    | Matthew McGrath  | Stati Uniti   | 54,13  | 54,13 | N     | N     |
| B      | 2    | Duncan Gillis    | Canada        | 48,39  | 46,17 | N     | 48,39 |
| A      | 3    | Clarence Childs  | Stati Uniti   | 48,17  | 48,17 | N     | N     |
| A      | 4    | Robert Olsson    | Svezia        | 46,5   | 39,56 | 46,5  | N     |
| A      | 5    | Carl Johan Lind  | Svezia        | 45,61  | 45,06 | N     | 45,61 |
| A      | 6    | Denis Carey      | Gran Bretagna | 43,78  | 38,99 | 43,78 | N     |
| B      | 7    | Nils Linde       | Svezia        | 43,32  | 43,32 | N     | N     |
| A      | 8    | Carl Jahnzon     | Svezia        | 42,58  | 39,18 | 42,58 | N     |
| B      | 8    | Ralph Rose       | Stati Uniti   | 42,58  | N     | 40,8  | 42,58 |
| A      | 10   | Arvid Åberg      | Svezia        | 41,11  | N     | N     | 41,11 |
| A      | 11   | Gunnar Johnson   | Svezia        | 39,92  | 38,66 | 39,92 | N     |
| A      | 12   | Benjamin Sherman | Stati Uniti   | 38,77  | 38,71 | N     | 38,77 |
| B      | 13   | Viktor Hackberg  | Svezia        | 38,44  | N     | N     | 38,44 |
| B      | 14   | Simon Gillis     | Stati Uniti   | NM     | N     | N     | N     |

### Finale
McGrath si migliora ulteriormente salendo a 54,74 m.
La sua superiorità è tale che anche il peggiore dei suoi lanci supera di oltre 4 metri il migliore dei lanci degli altri atleti.
| Pos.    | Atleta          | Età | Nazione     | Misura | Lanci | Lanci | Lanci | Lanci |
| Pos.    | Atleta          | Età | Nazione     | Misura | Qual. | 4°    | 5°    | 6°    |
| ------- | --------------- | --- | ----------- | ------ | ----- | ----- | ----- | ----- |
| Oro     | Matthew McGrath | 37  | Stati Uniti | 54,74  | 54,13 | 52,83 | 53,90 | 54,74 |
| Argento | Duncan Gillis   |     | Canada      | 49,39  | 49,39 | N     | 47,24 | N     |
| Bronzo  | Clarence Childs |     | Stati Uniti | 48,17  | 48,17 | N     | N     | N     |

Matthew McGrath salirà sul podio anche a Parigi 1924, all'età di 45 anni. La sua prima medaglia (1908) e l'ultima sono distanziate di ben 16 anni.